# 蒙古征服中国

蒙古帝國征戰。蒙古征服中国屬其中一部份。

蒙古征服中国（英語：Mongol conquest of China），亦称蒙元征服战争，即蒙古帝国征服中国並建立元朝的戰爭，屬於蒙古帝國征戰的一部份。从成吉思汗在1205年、1207年小规模入侵中国西夏开始，到1260年蒙古帝国分裂为止。蒙古帝国先后灭亡并征服中国的西辽、西夏、金朝、大理国。而1271年忽必烈汗正式建立大元大蒙古国，1279年完全征服宋朝。这是中国本部第一次被蒙古国政权完全统治，第二次是17世纪东北满族建立的清朝。

## 歷次戰爭
- 蒙古滅西夏之戰（1205年、1207年、1210年、1224年—1227年）
- 蒙古灭金朝之战（1211年—1234年）
- 蒙古攻西辽之战（1218年）
- 第一次蒙古入侵宋朝戰爭（1235年—1241年）
- 蒙古灭大理之战（1252年—1253年）
- 第二次蒙古入侵宋朝戰爭（1253年—1259年）
- 第三次蒙古入侵宋朝戰爭（1268年—1279年）